# Roswitha Berndt
Roswitha Berndt (* 1936 in Spottau; † 27. September 2021) war eine deutsche Historikerin.
Roswitha Berndt stammte aus Niederschlesien und lebte ab 1945 in Thüringen. Von 1954 bis 1959 studierte sie Geschichte und Slavistik an der Martin-Luther-Universität Halle-Wittenberg und wurde anschließend wissenschaftliche Assistentin. 1965 promovierte Roswitha Berndt über das Thema: Die wirtschaftlichen Beziehungen des deutschen Imperialismus zu Österreich in der Zeit der Weltwirtschaftskrise 1929–1931. Nach ihrer 1975 erfolgten Habilitation erhielt sie eine Professur an der Sektion Geschichte/Staatsbürgerkunde der Martin-Luther-Universität Halle-Wittenberg. Bekannt wurde sie vor allem durch Veröffentlichungen zu sozial- und landesgeschichtlichen Themen aus der Zeit der Weimarer Republik.

## Werke (Auswahl)
- Wirtschaftliche Mitteleuropapläne des deutschen Imperialismus (1926-1931). Zur Rolle des Mitteleuropäischen Wirtschaftstages und der Mitteleuropa-Institute in den imperialistischen deutschen Expansionsplänen. in: Wissenschaftliche Zeitschrift der Martin-Luther-Universität Halle-Wittenberg, XIV. Jg., Heft 4, 1965, S. 227 – 236, ISSN 0438-4385.
- Preußen in der Weimarer Republik, 1975.
- Lage und Kampf der Landarbeiter im ostelbischen Preußen, Teil: Bd. 3, (1919–1945), Berlin, Akademie-Verlag, 1985
- Unternehmer in Sachsen-Anhalt. Grundlinien ihrer geschichtlichen Entwicklung vom Beginn des 19. Jahrhunderts bis zur Mitte des 20. Jahrhunderts, Berlin: Trafo-Verlag Weist, 1999